# Phyprosopus callitrichoides
Phyprosopus callitrichoides là một loài bướm đêm thuộc họ Erebidae. Nó được tìm thấy ở New Hampshire tới Florida, phía tây đến Montana và Texas.
Sải cánh dài 28–35 mm. Con trưởng thành bay từ tháng 5 đến tháng 8.
Ấu trùng ăn các loài greenbrier (see Smilax).